# Institut de technologie de Géorgie
Pour les articles homonymes, voir GIT.
L'Institut de technologie de Géorgie (en anglais Georgia Institute of Technology), aussi connu sous les noms de Georgia Tech ou GT, est une université de recherche mixte publique située à Atlanta (Géorgie) aux États-Unis. Elle fait partie du réseau plus large du Système Universitaire de Géorgie (en anglais, University System of Georgia). Georgia Tech possède des antennes à Savannah (Géorgie, États-Unis), Metz (France), Athlone (Irlande), Shanghai (Chine) et Singapour.
Georgia Tech a acquis sa réputation grâce à ses programmes d'ingénierie et d'informatique, ceux-ci figurant parmi les meilleurs du monde,. L'offre de formation est complétée par des programmes dans les domaines des sciences, de l'architecture, des sciences humaines et du management.
Établi en 1885 et ouvert en 1888 avec les constructions de la Tech Tower et d'un bâtiment d'équipements industriels, le campus du Georgia Tech occupe une grande partie du centre-ville d'Atlanta. Fondé sous le nom de Georgia School of Technology, l'université changea de nom en 1948 pour montrer son évolution d'école spécialisée en institut technologie et université de recherche. En 1996, le campus accueillit le site du village des athlètes des Jeux olympiques d'été de 1996. Les installations du campus furent aussi parmi les stades utilisés lors de ces JO.

## Histoire

### Établissement
Le projet du Georgia Institute of Technology fut introduit en 1865 pendant la période de reconstruction suivant la Guerre de Sécession. Deux anciens officiers  confédérés, Major John Fletcher Hanson et Nathaniel Edwin Harris, qui étaient devenus des notables de la ville de Macon (Géorgie) après la guerre, étaient convaincus que le Sud avait besoin d'améliorer sa technologie pour rivaliser avec la révolution industrielle déjà en place dans le Nord,. Beaucoup d'habitants du Sud partageaient cette idée. De plus, parce que le Sud-Américain de cette époque était principalement agricole et peu de développements techniques prenaient place, une école technique était nécessaire,.

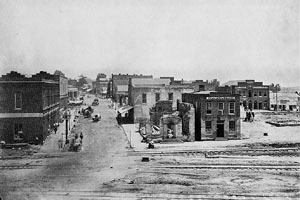
Atlanta pendant la guerre de Sécession (1864).

En 1882, des notables de Géorgie, conduits par Harris et ayant reçu l'approbation du parlement de l'État de Géorgie, formèrent un comité et visitèrent le Nord-Est des États-Unis pour observer comment les écoles techniques fonctionnaient. Utilisant les exemples du Worcester County Free Institute of Industrial Science (aujourd'hui Worcester Polytechnic Institute) et du Massachusetts Institute of Technology, l'école technique d'Atlanta commença son développement sur le modèle du Worcester Free Institute, qui mettait l'accent sur la combinaison de théorie et pratique, « la pratique » impliquant que l'étudiant emploie et produise des biens de consommation pour générer des revenus pour l'école.
Le 13 octobre 1885, le gouverneur de l'État de Géorgie, Henry D. McDaniel signa un texte de loi qui créait et finançait la nouvelle école. En 1887, Richard Peters, pionnier d'Atlanta, donna environ 1,6 ha de ses possessions terriennes; ces terrains étaient bordés au Sud par la North Avenue, et à l'Ouest par la Cherry Street. Il vendit deux autres hectares à l'État pour 10 000 dollars, de valeur équivalente à 182 717 dollars en 2006. Ces terrains étaient localisés dans le nord-est de la ville d'Atlanta qui a depuis dépassé ces limites de plusieurs kilomètres. Un monument historique sur une bute du Campus rappelle que le premier bâtiment occupé par l'école porta des fortifications bâties pour protéger la ville pendant la campagne d'Atlanta de la guerre de sécession. La capitulation de la ville eut lieu à la frontière sud-ouest du campus de Georgia Tech en 1864.

### Premières années

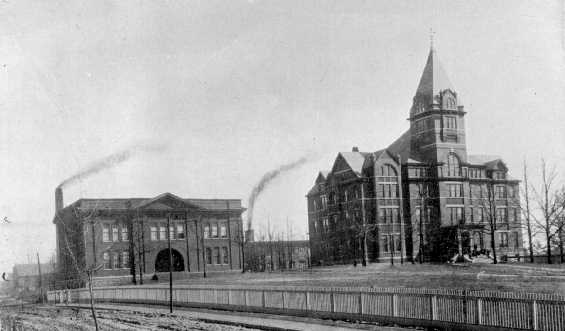
Georgia Tech en 1899.

L'Institut de technologie de Géorgie ouvrit ses portes à la rentrée 1888. Elle était constituée de deux bâtiments : l'un abritait les salles de classe (aujourd'hui la Tech Tower, quartier administratif) et l'autre disposait d'un magasin mais également d'une fonderie, d'une forge et d'une salle des machines. Cette dernière fut créée afin que les étudiants travaillent et produisent des biens pour qu'ils soient vendus et financent l'école. Les deux bâtiments étaient de taille identique afin de montrer l'égale importance de la formation théorique et pratique, bien qu'à cette époque, il y eut quelques désaccords concernant l'utilisation des équipements pour réaliser des profits.
Le 20 octobre 1905, le président américain Theodore Roosevelt visita le campus de Georgia Tech. Il fit un discours sur les marches de la Tech Tower dans lequel il souligna l'importance de l'enseignement technologique, avant de serrer la main de tous les étudiants.
En 1912 ouvrirent les premières classes de l'Evening School of Commerce, école destinée à l'enseignement du commerce sur le campus. Cette école fut ensuite transférée en 1931 à l'université de Géorgie (UGA) tandis que les cours d'ingénierie civile et électrique de l'UGA furent transférés à Georgia Tech. Pour remplacer l'école de commerce, l'université Georgia Tech créa ce qui deviendra plus tard le College of Management. Le Georgia Tech Research Institute fut fondé par W. Harry Vaughan en 1934.

### Histoire moderne
C'est en 1948 que l'université fondée en tant que Georgia School of Technology changea de nom pour devenir le Georgia Institute of Technology. Ce changement avait pour but de mieux refléter l'accent mis sur la recherche scientifique ainsi que sur le développement des technologies avancées.
Contrairement aux autres universités nommées de la même façon (tels que le Massachusetts Institute of Technology et le California Institute of Technology), le Georgia Institute of Technology est un établissement public.

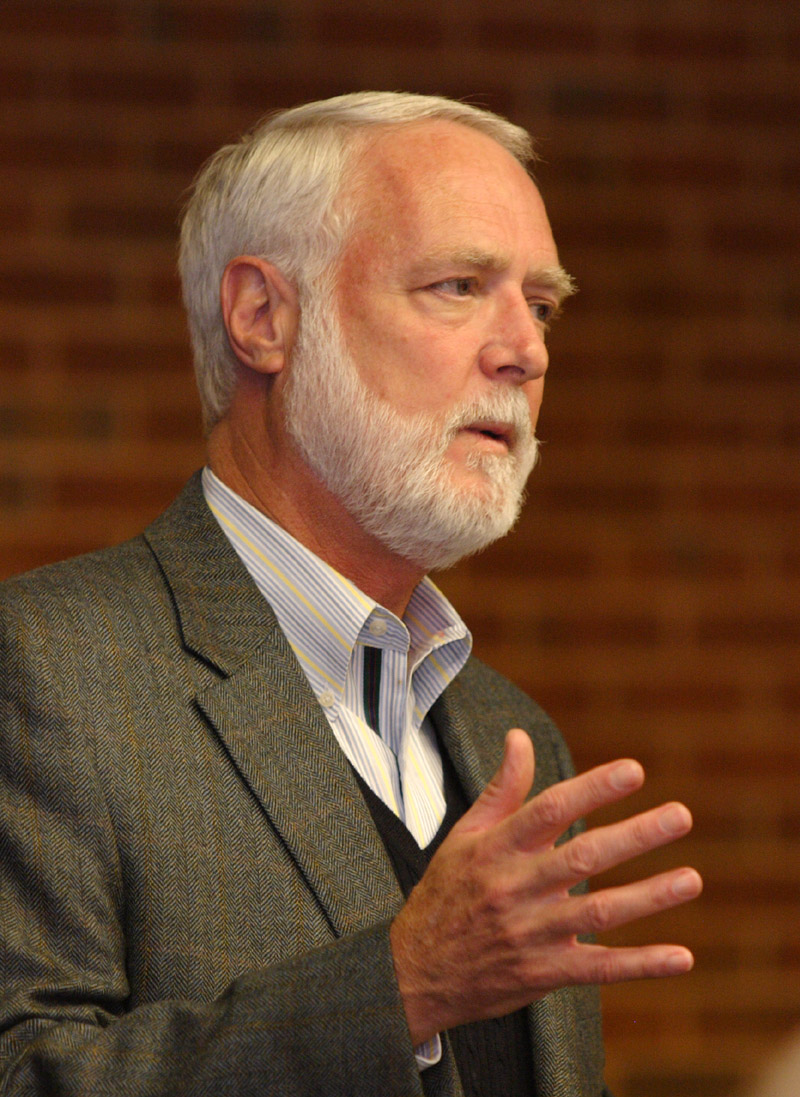
L'ancien président Dr G. Wayne Clough lors d'une conférence avec les étudiants.

En 1959, un rassemblement de 2741 étudiants vota avec une majorité écrasante que les candidats soient intégrés sans qu'il soit tenu compte de leur origine. Trois ans après le vote, et un an après l'intégration violente de l'université de Géorgie, Georgia Tech devint la première université à abolir la ségrégation sans ordre de justice. Il y eut peu de réactions à cette décision parmi les étudiants de Georgia Tech, qui selon l'ancien maire d'Atlanta William Hartsfield, étaient, tout comme les habitants de la ville, "trop occupés pour haïr". Il y eut également peu de réactions de la part des étudiants à la guerre du Viêt Nam et à la participation des États-Unis dans la guerre civile du Cambodge.
En 1988, John Patrick Crecine, président de l'université, entreprit une restructuration de Georgia Tech. À cette époque l'université comportait trois College : le College of Engineering, le College of Management, et le College of Sciences and Liberal Arts dans lequel on trouvait de tout. Le président réorganisa les deux dernières écoles en trois nouvelles écoles : le College of Computing, le College of Science, le Ivan Allen College of Management et la Policy and International Affairs. John Patrick Crecine n'a jamais demandé d'avis ou de contribution concernant les changements qu'il opérait, ce qui lui valut de ne pas être apprécié au sein du corps enseignant pour son management unilatéral. Crecine a également joué un rôle important pour l'obtention des Jeux olympiques d'été de 1996 par la ville d'Atlanta. De nombreuses constructions ont été lancées, créant la plupart de ce qui est maintenant considéré comme le "West Campus" qui servit de village olympique, mais ces constructions ont également participé à la gentrification du quartier Midtown d'Atlanta. Les athlètes et journalistes étaient logés à l'Undergraduate Living Center, les Fourth, Sixth et Eighth Street Apartments, le Hemphill Apartments et le Center Street Apartments. Le centre aquatique (Georgia Tech Aquatic Center) fut construit pour les épreuves de natation et le Alexander Memorial Coliseum fut rénové. L'université érigea également le Kessler Campanile et une fontaine afin qu'ils servent de signe distinctif à l'université lors des retransmissions télévisées. Depuis lors, le Campanile est dénommé "The Shaft" par les étudiants.
En 1994, G. Wayne Clough devint le premier ancien élève de l'université à en devenir le président, et était donc en fonction lors des Jeux olympiques de 1996. En 1998, il sépara le Ivan Allen College of Management, Policy and International Affairs en deux : le Ivan Allen College of Liberal Arts et le College of Management. Son mandat fut marqué par un développement spectaculaire de l'université, notamment au niveau de la recherche et sur le plan international,. Le 15 mars 2008, il fut nommé secrétaire de la Smithsonian Institution, poste qu'il occupa effectivement à partir du 1er juillet 2008, date à laquelle le Dr. Gary Schuster, alors vice-président des Academic Affairs, fut nommé président par intérim. Le 1er avril 2009, G. P. Bud Peterson, anciennement chancelier de l'université du Colorado à Boulder, devint le 11e président de Georgia Tech.

## Organisation

### Enseignement
Les programmes dispensés aux élèves under et post graduates sont divisés en six écoles appelées « College », elles-mêmes divisées en plusieurs départements. La collaboration entre les différentes écoles n'est pas rare du fait des nombreux programmes interdisciplinaires et des centres de recherche.
- École de design (College of Design)
  - Département d'architecture (School of Architecture)
  - Département de construction en bâtiment (School of Building Construction)
  - Département d'aménagement urbain et régional (Scholl of City & Regional Planning)
  - Département de design industriel (School of Industrial Design)
  - Département de musique (School of Music)
- École d'ingénierie (College of Engineering)
  - Département d'aérospatial (Daniel Guggenheim School of Aerospace Engineering)
  - Département de génie biomédical (Wallace H. Coulter Department of Biomedical Engineering)
  - Département de génie chimique et de génie biomoléculaire (School of Chemical and Biomolecular Engineering)
  - Département de génie civil et environnemental (School of Civil and Environmental Engineering)
  - Département de génie électrique et informatique (School of Electrical and Computer Engineering)
  - Département de génie des systèmes industriels (H. Milton Stewart School of Industrial and Systems Engineering)
  - Département de génie des matériaux (School of Materials Science and Engineering)
  - Département de génie mécanique (George W. Woodruff School of Mechanical Engineering)
- École des sciences (College of Sciences)
  - Département de biologie (School of Biological Sciences)
  - Département de chimie et biochimie (School of Chemistry & Biochemistry)
  - Département des sciences de la terre et de l'atmosphère (School of Earth & Atmospheric Sciences)
  - Département de mathématiques (School of Mathematics)
  - Département de physique (School of Physics)
  - Département de psychologie (School of Psychology)
- École d'informatique (College of Computing)
  - Département des sciences de l'informatique (School of Computer Science)
  - Département de l'informatique interactif (School of Interactive Computing)
  - Département de génie informatique (School of Computational Science & Engineering)
- École de commerce (Scheller College of Business)
- École des sciences humaines, sociales et des arts (Ivan Allen College of Liberal Arts)
  - Département d'économie (School of Economics)
  - Département d'histoire et de sociologie (School of History and Sociology)
  - Département de relations internationales (Sam Nunn School of International Affairs)
  - Département de littérature et de communication (School of Literature, Media, and Communication)
  - Département de langues vivantes (School of Modern Langages)
  - Département de philosophie et de sciences politiques (School of Public Policy)
  - Reserve Officers and Training Corps (Air Force ROTC, Army ROTC et Navy ROTC)

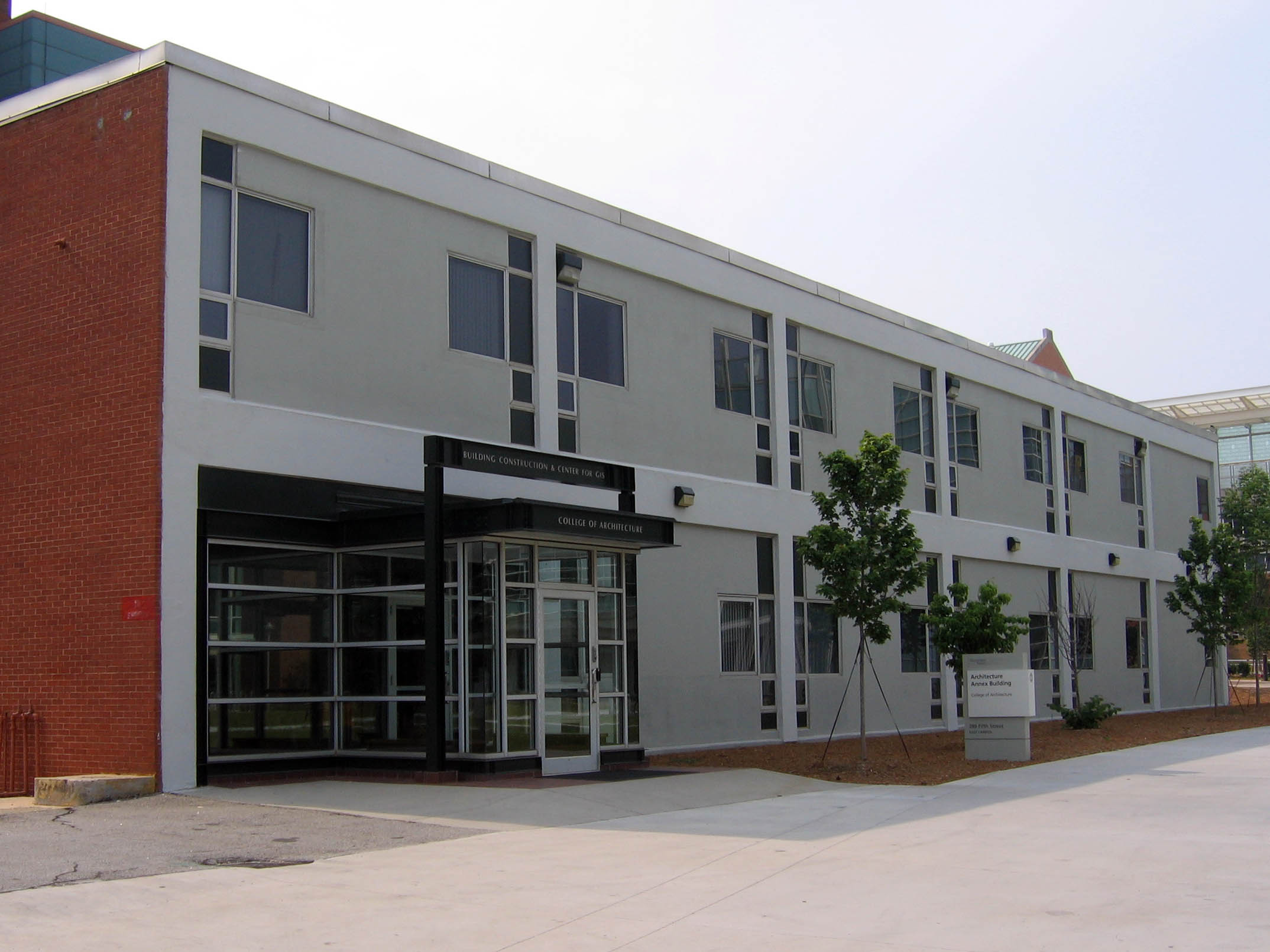
Le GT Architecture Annex.
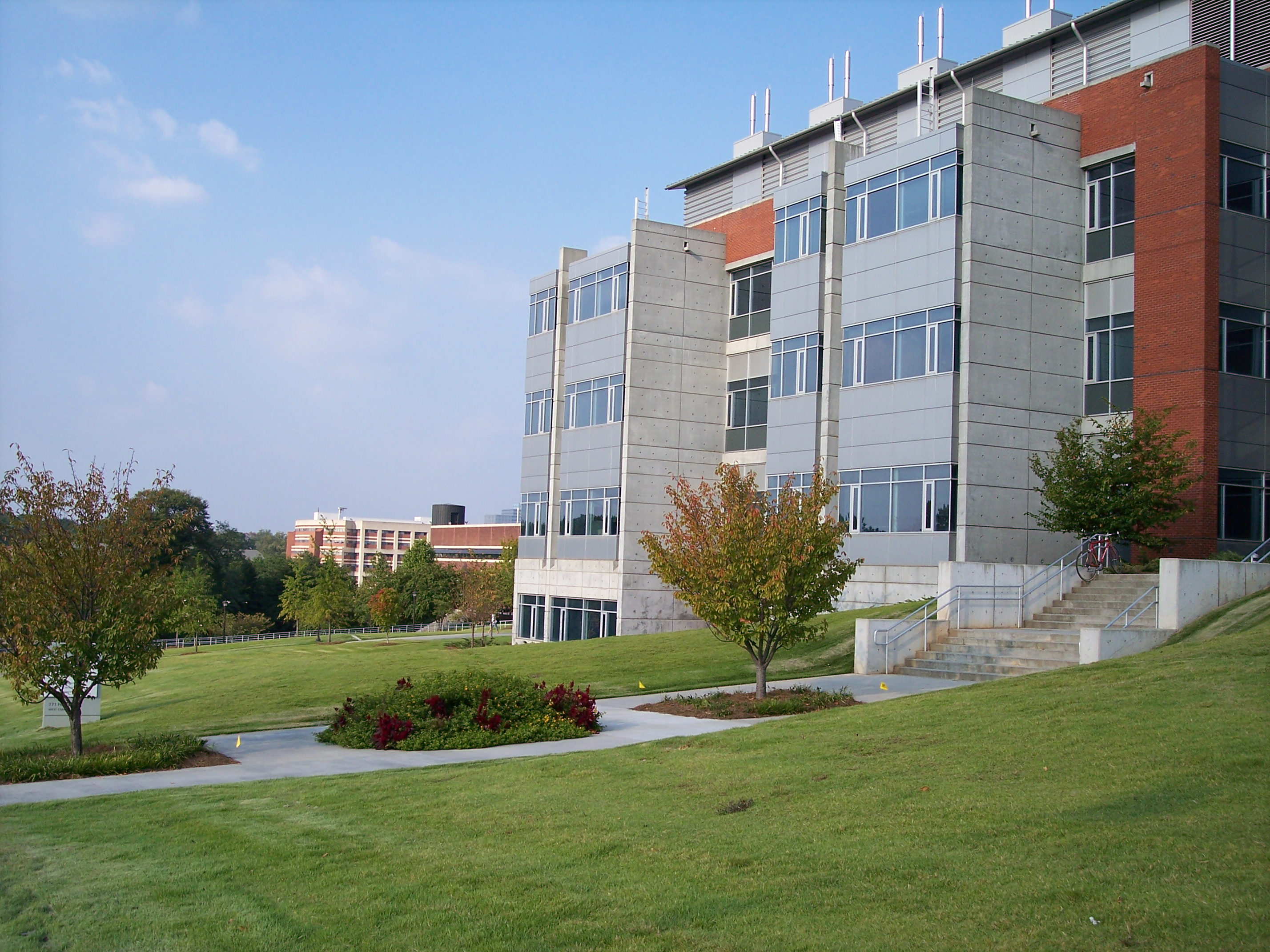
Le Erskine Love Manufacturing Building.
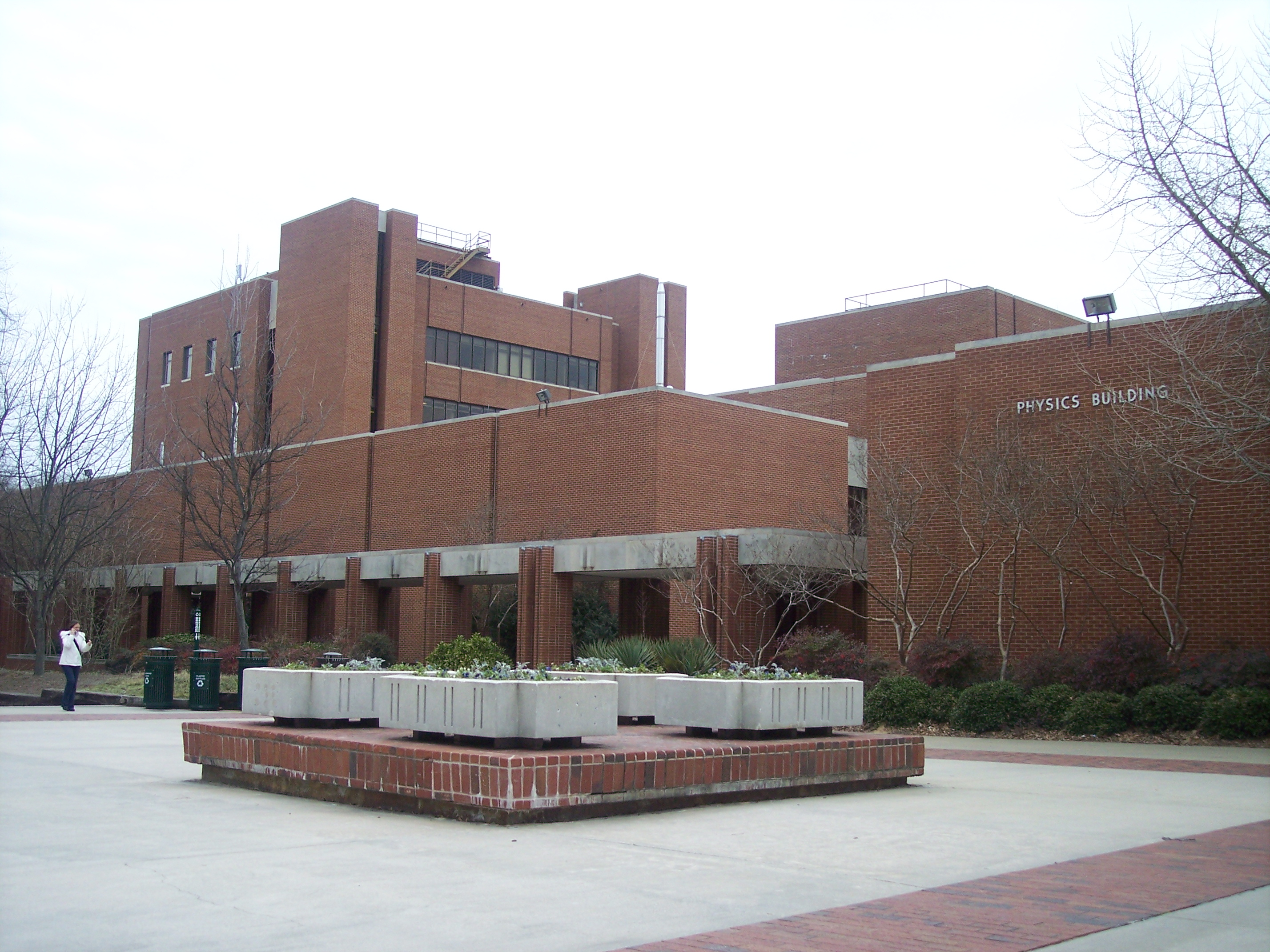
Le Howey Physics Building.
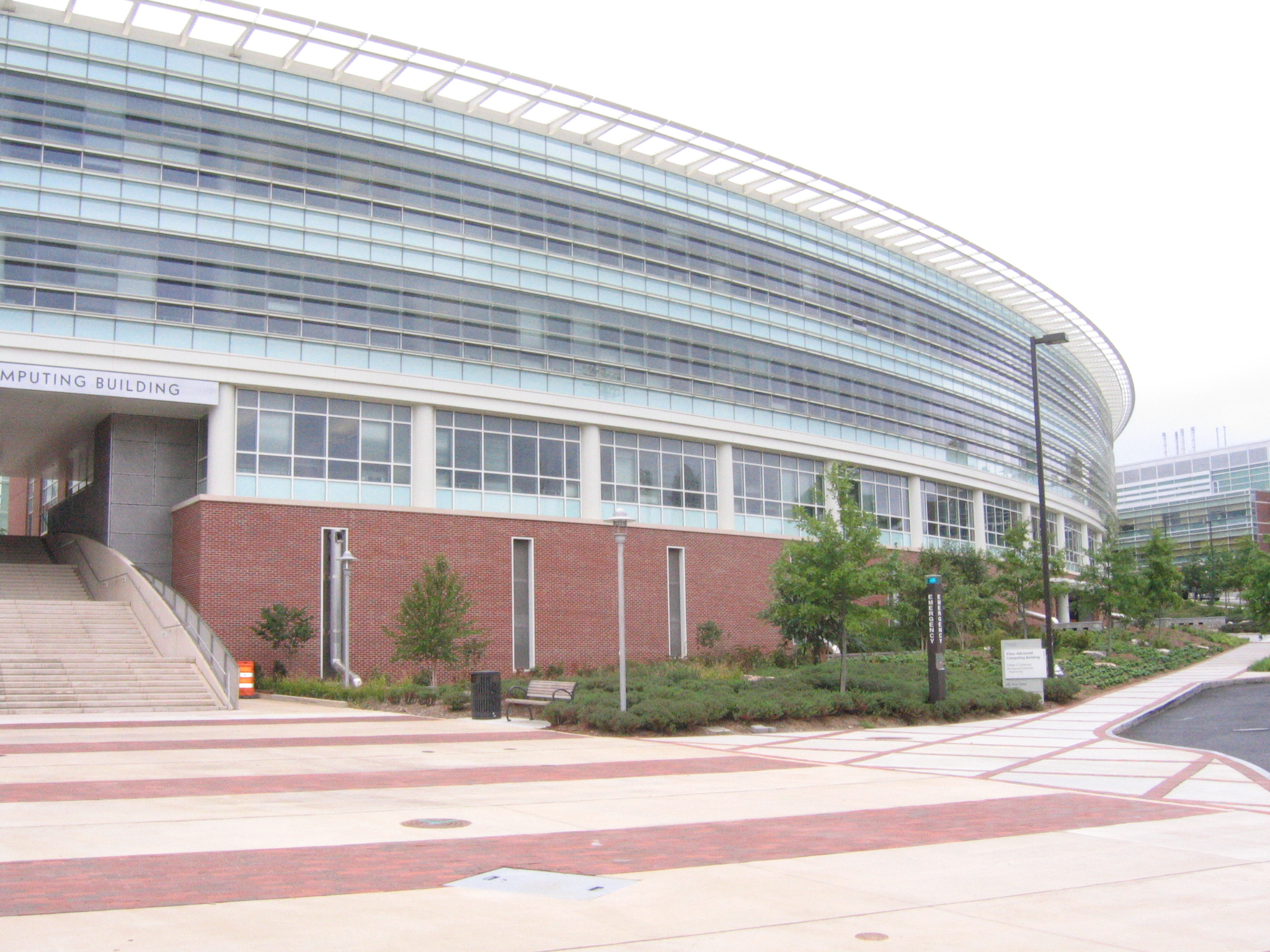
Le Klaus blg. of computing.
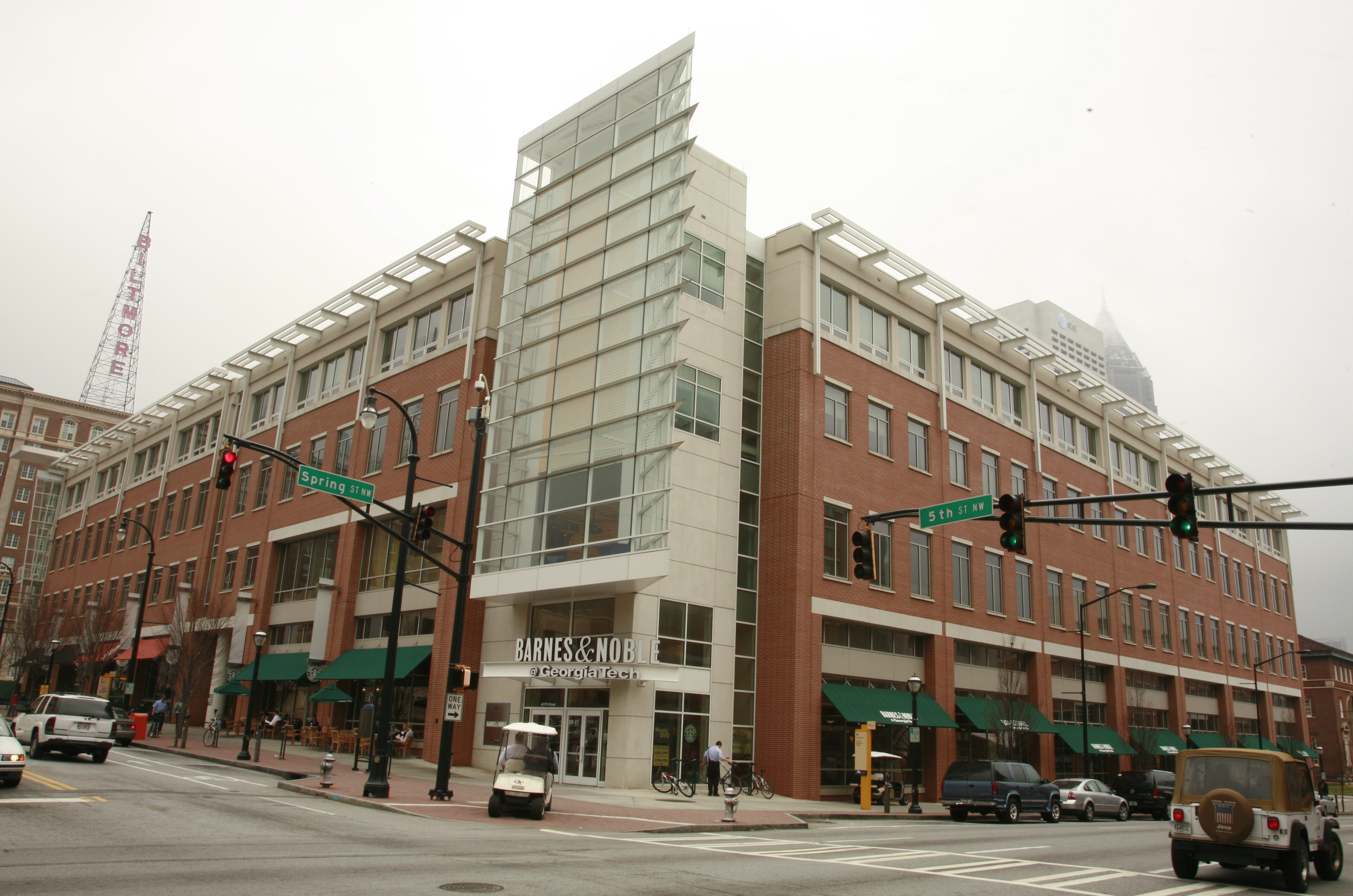
Le bâtiment principal du College of Management.

## Recherche

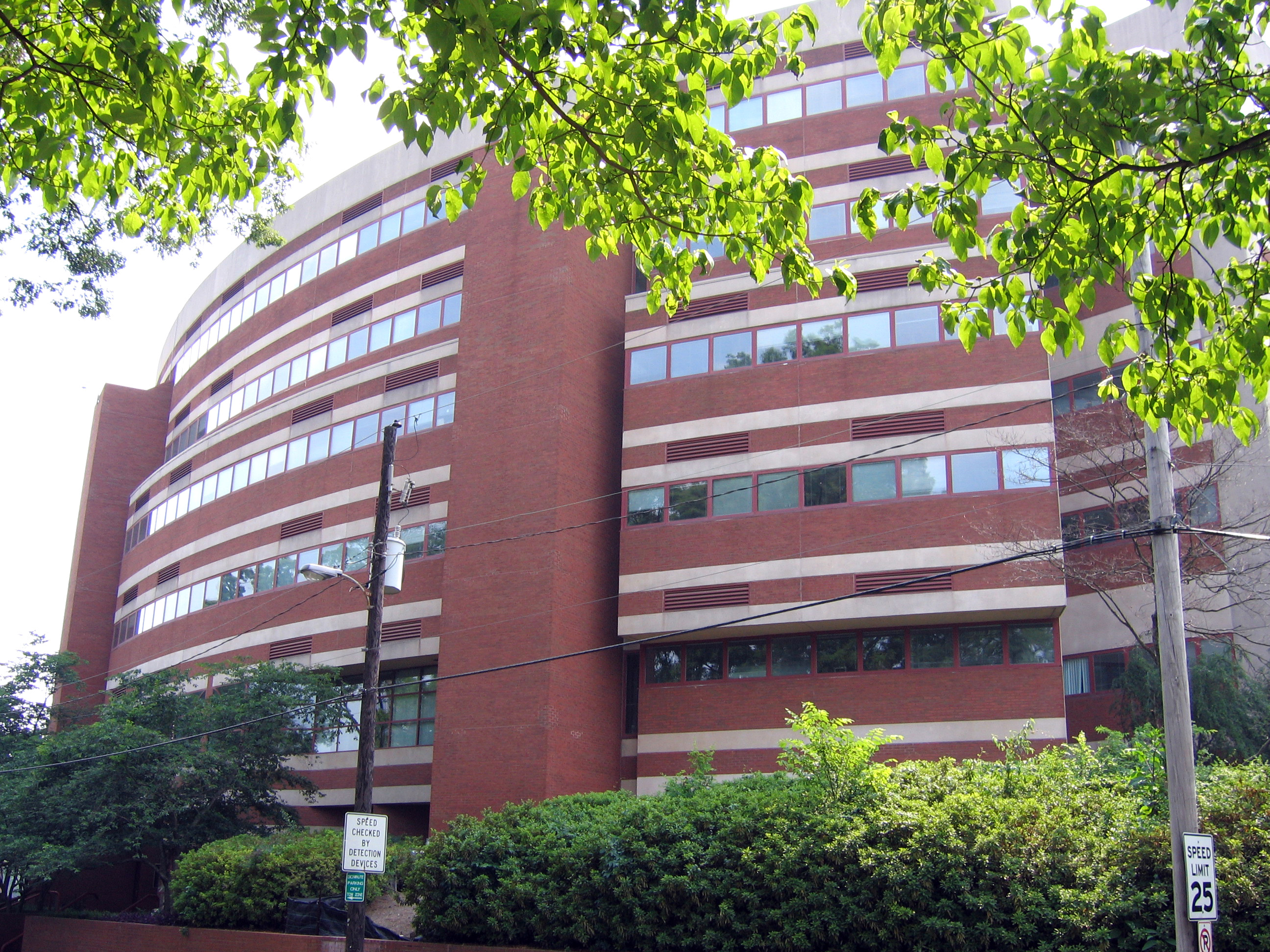
Le Centennial Research Building, siège du Georgia Tech Research Institute.

### Organisation
En plus de la recherche conduite par ses départements, le Georgia Tech est affilié à un organisme de recherche appelé le Georgia Tech Research Institute (GTRI). Le GTRI finance et conduit de la recherche dans les spécialités telles que les radar, l'électro-optique, et matériaux. Le GTRI emploie plus de 1 300 personnes, et conduit plus de 110 millions de dollars de recherche chaque année.
La Fondation nationale pour la science place Georgia Tech au troisième rang des universités américaines pour le volume de recherche et développement en ingénierie. Le programme de recherche de Georgia Tech atteignit 400 millions de  dollars pour l'année fiscale 2004. Le centre de recherche dans les nano particules de Georgia Tech est prévu pour l'été 2008. Ce sera alors la plus grande chambre blanche du Sud est des États-Unis.

### Développements notables
Georgia Tech mène une politique de recherche axée à la fois sur l'aspect fondamental et l'aspect appliqué des sciences. Grâce à cette politique, les chercheurs de l'institut ont pu conduire à des découvertes scientifiques exceptionnelles et mettre en perspective leurs applications directes.
Durant l'année 2013, l'équipe du professeur Alan Doolittle a démontré que l'on pouvait augmenter l'efficacité des panneaux photovoltaïques jusqu'à un seuil record, en utilisant une technique de construction des cristaux particulière, couches d'atomes après couches d'atomes.
En 2012, le professeur Wang a développé une cellule hybride permettant de transformer et stocker une énergie de déformation en énergie électrique. Cet exploit, classé parmi les dix découvertes majeures, utilise un procédé unique mêlant matériaux piézoélectriques et réaction électrochimique.
Les chercheurs du College of computing ont établi en 2006, en partenariat avec IBM, le record de cadence d'horloge pour un processeur en le faisant fonctionner à 500 GHz, là où les processeurs d'ordinateurs de bureaux atteignent difficilement les 5 GHz.

## Classements et positionnement international
Le magazine Times Higher Education classe régulièrement Georgia Tech dans les vingt-cinq meilleures universités au niveau mondial. Sa formation d'ingénieur est classée nationalement quatrième aux États-Unis par le magazine US News en 2011, après le Massachusetts Institute of Technology, l'université Stanford et l'université de Californie à Berkeley.
Le classement académique des universités mondiales (classement de Shanghai) lui octroie en 2014 le 6e rang dans le domaine de l'ingénierie.
L'un des points forts entretenu par l'université reste le coût accessible du diplôme. Elle obtient régulièrement la première place des classements comparant le coût des études à la valeur du diplôme (retour sur investissement).
Un français, le professeur de philosophie Bryan G. Norton  enseigne dans le département des politiques publiques .

## Campus

### Atlanta

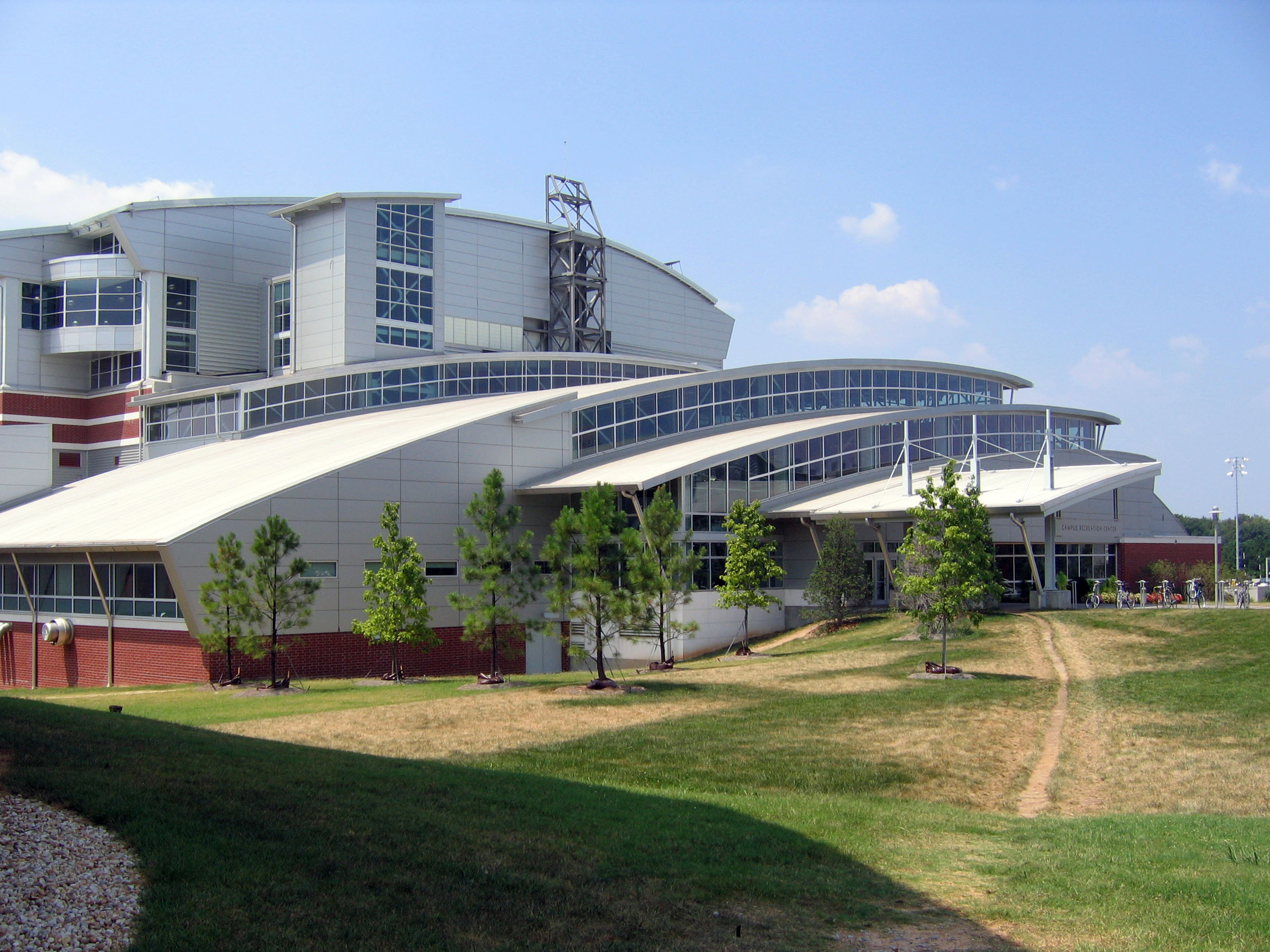
Le complexe du CRC (Campus Recreation Center).

Le site principal de Georgia Tech se situe au cœur d'Atlanta, dans le quartier de Midtown. Le campus est limité au Nord par le quartier commercial Atlantic Station, et au sud par le centre historique de la ville, Downtown. Les bâtiments et installations historiques sont situées majoritairement au Sud-Est du campus, autour de la Tech Tower.
L'agrandissement de l'université a conduit le campus à s'étendre au-delà de deux artères importantes de la ville : à l'est de l'interstate 85 (Tech Square) et au sud de Marietta Street Artery. Le cœur du campus est principalement alimenté par l'avenue Ferst Drive, une sorte de périphérique intérieur.
Les installations sportives sont réparties principalement sur deux zones majeures :
- L'extrême Ouest du campus, comprenant le Campus Recreation Center (Installations aquatiques, gymnases, salles de fitness, beach-volley, racquetball), le stade polyvalent E. Roe Stamps Field (football américain et athlétisme) et le Burger Bowl Field ;
- La partie Est, comprenant le Bobby Dodd Stadium de 55 000 places (football américain), le Russ Chandler Stadium (baseball), le Mewborn Field (baseball), le Griffin Track (athlétisme), le Rose Bowl Field (football américain, terrain couvert), le Hank McCamish Pavilion (basket-ball et volley-ball), et le Ken Byers complex (tennis intérieur et extérieur).

Les logements sont eux répartis dans trois principales zones : la zone Ouest et la zone Sud-Est, traditionnellement réservée aux élèves de premier cycle (bachelor), et la zone Nord, consacrée aux élèves de 2e et 3e cycle.
Le centre névralgique où se concentrent la plupart des grands événements est le parc Tech Green. C'est un lieu de convergence et de passage majeur, que ce soit quotidiennement lors des déplacements pendulaires ou lors des jours de match. Autour de Tech Green se trouvent le Student Center, bâtiment regroupant divers services (restauration, poste, banque, supérette, bowling), le Clough Commons building (lieu de tournage du film Les Stagiaires) ainsi que des bâtiments d'enseignement.

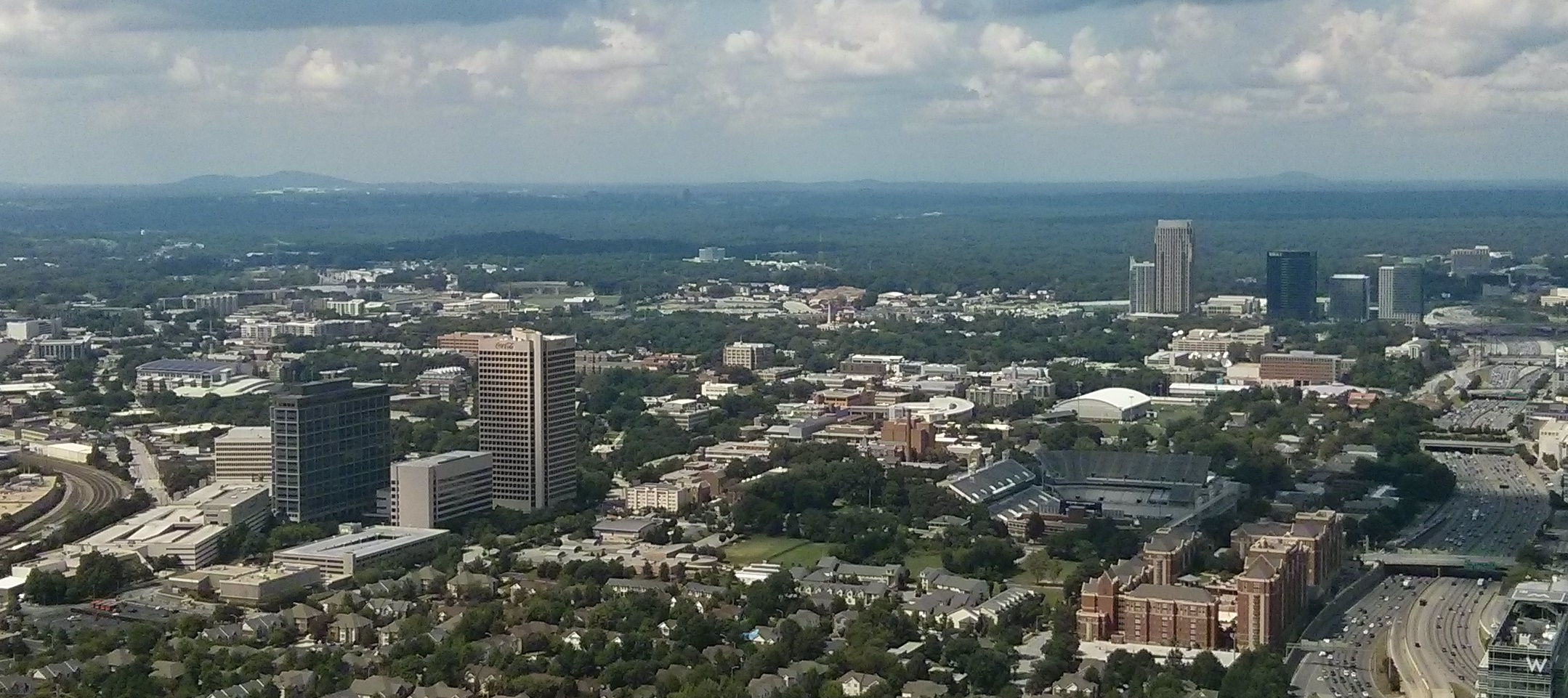
Vue aérienne du campus de Georgia Tech - Midtown Atlanta.
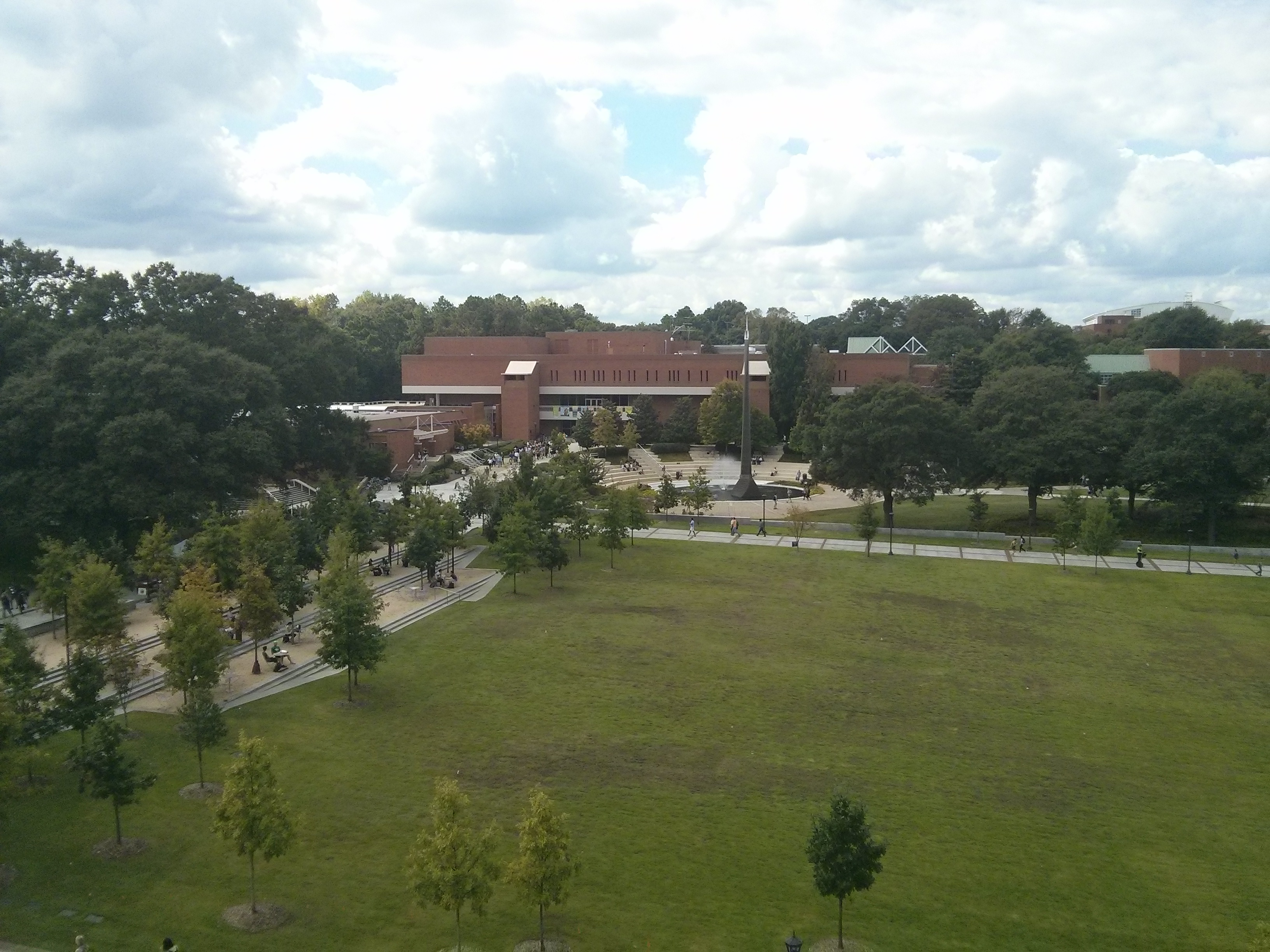
Vue de Tech Green, du campanile et du Student Center (2014).
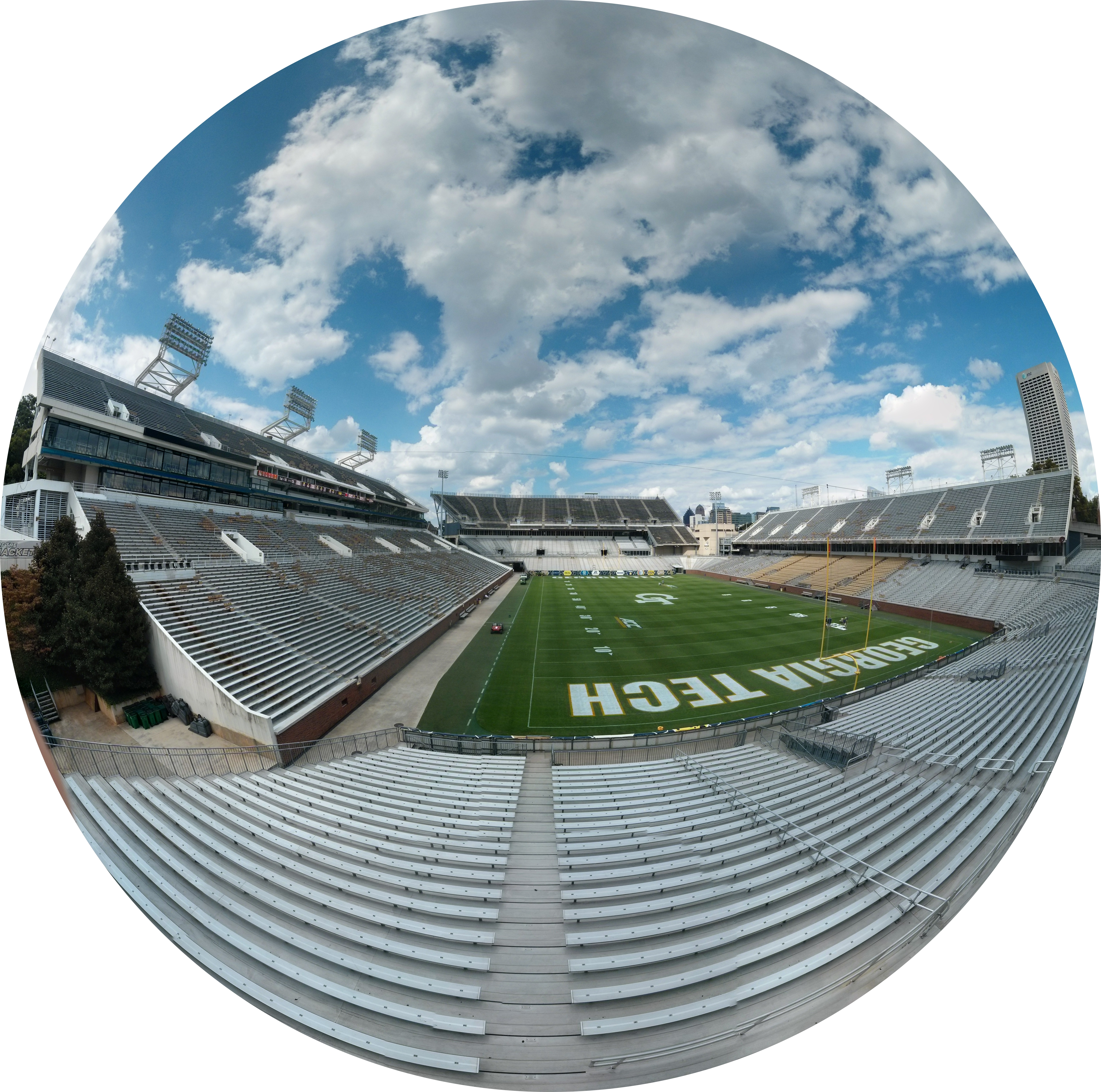
Vue du Bobby Dodd Stadium.
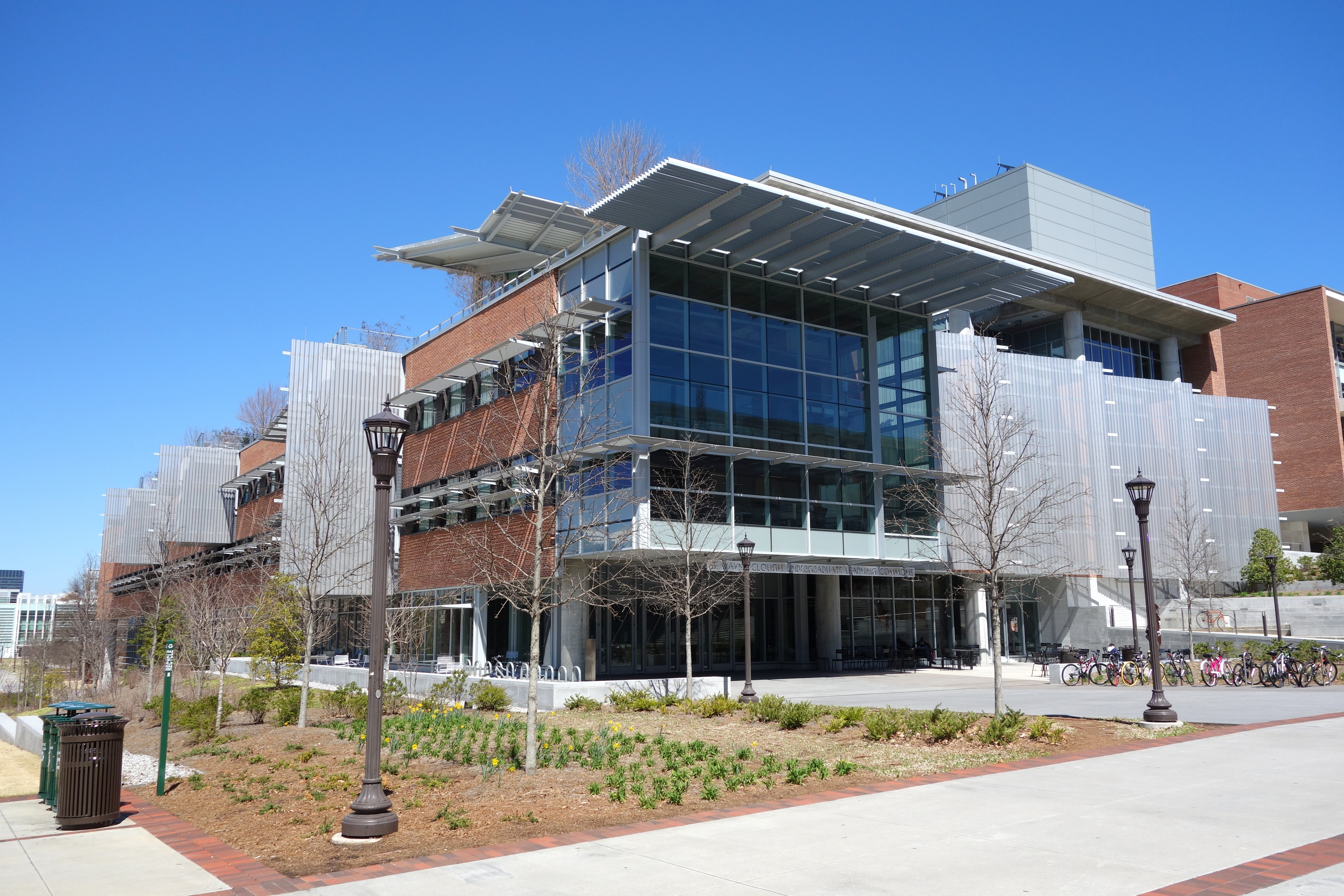
Vue du CULC.

### Antennes
En plus du campus principal d'Atlanta, l'institut possède d'autres installations en Géorgie dans la ville historique de Savannah. Ainsi trois bâtiments (un d'enseignement, un d'administration, et un de recherche) sont implantés à proximité de l'aéroport International de Savannah.
Georgia Tech possède plusieurs antennes dans le monde, la principale étant son campus européen, Georgia Tech Lorraine. Deux bâtiments sont ainsi installés à Metz, un bâtiment d'enseignement et un bâtiment de recherche, l'institut Lafayette.

## Anciens élèves

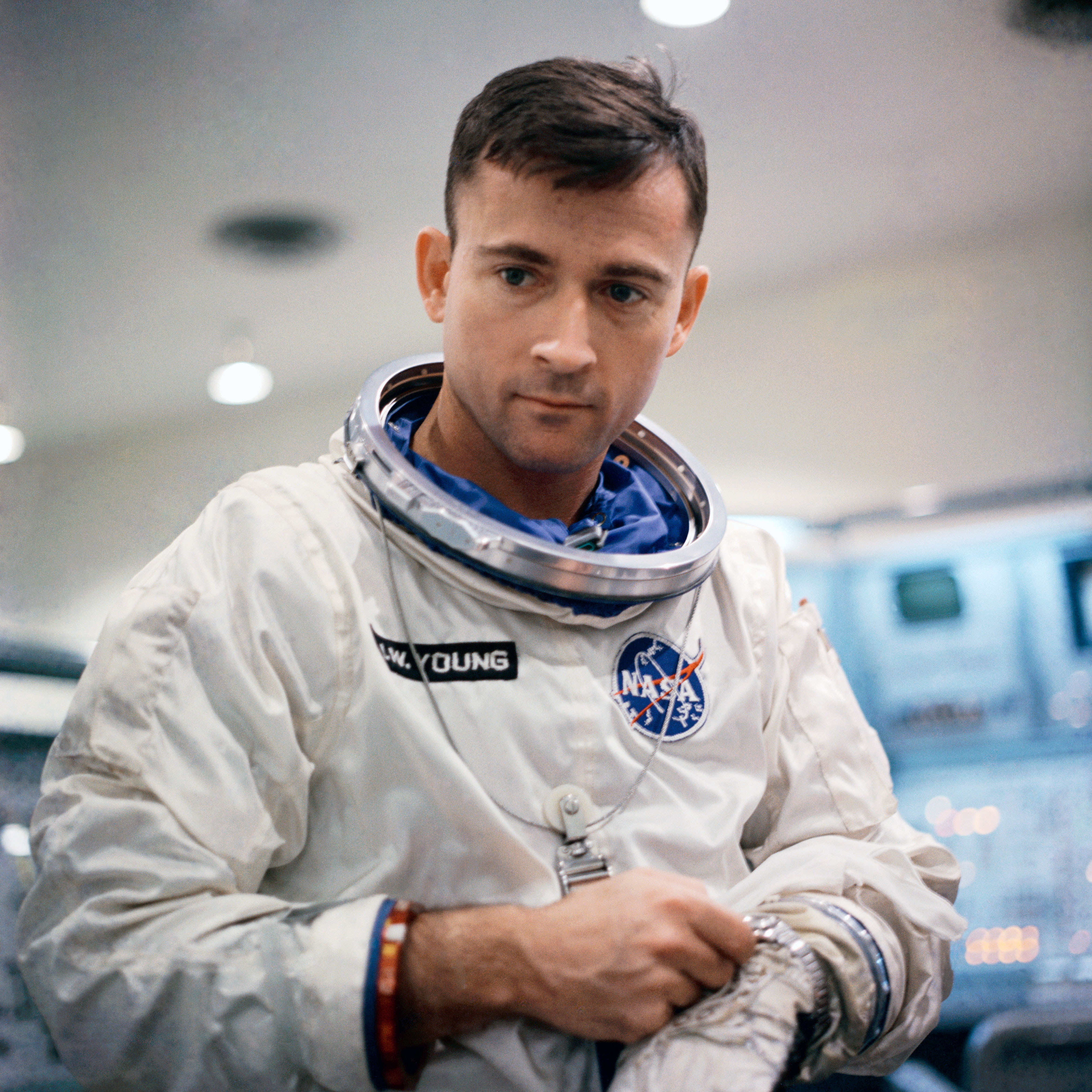
L'astronaute John Young.

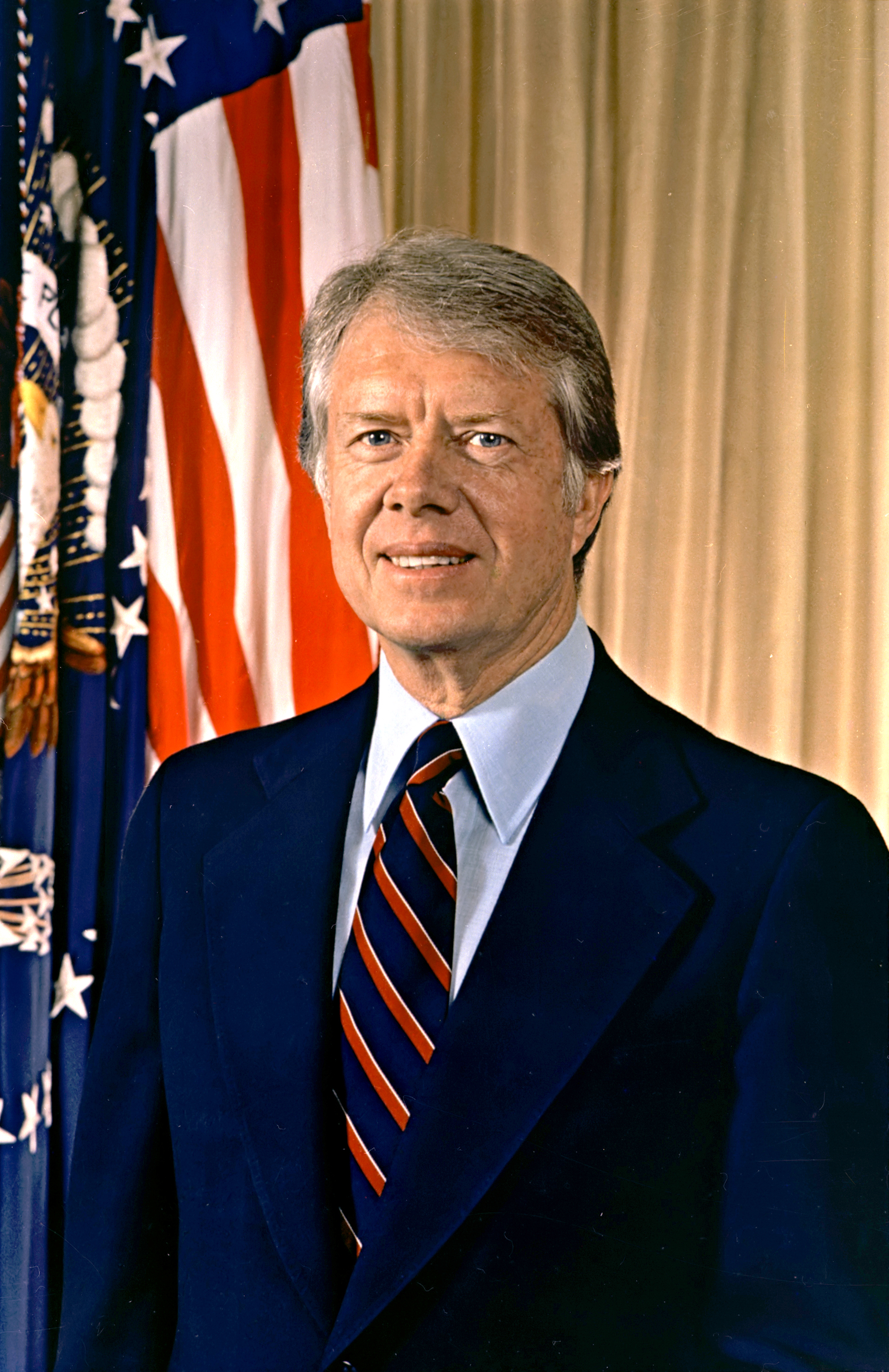
L'ancien président Jimmy Carter.

Les contributions des anciens élèves se retrouvent essentiellement dans le domaine de l'ingénierie. Parmi les ingénieurs de Georgia Tech, certains ont acquis une certaine notoriété :
- Robert C. Michelson, inventeur de l'entomoptère ;
- Krishna Bharat, créateur de Google News ;
- Craig Mundie, responsable stratégique pour la recherche chez Microsoft ;
- D. Richard Hipp, architecte principal de SQLite ;
- Michael Arad, architecte du Mémorial du 11 Septembre à New York ;
- Tom McDermott, responsable du programme des F-22 Raptor pour Lockheed Martin.

Le rayonnement de Georgia Tech se retrouve facilement dans l'industrie d'aujourd'hui où nombre des diplômés ont pris la tête de sociétés nationales et internationales. Parmi les plus célèbres d'entre eux, on peut citer :
- Mike Duke, PDG de Walmart[33] ;
- Joe Rogers, cofondateur de la chaîne de restaurants Waffle House ;
- Gil Amelio, ancien PDG d'Apple[34] ;
- John F. Brock, PDG de The Coca-Cola Company ;
- David C. Garrett, ancien PDG de Delta Air Lines ;
- Cecil B. Day, fondateur de la chaîne d'hôtels Days Inn ;
- J. Paul Raines, PDG de la chaîne de magasins de jeux vidéo GameStop.

Spécialiste du développement économique en Afrique, Acha Leke, ancien élève, est le cofondateur de l'African Leadership Academy (en) (ALA), puis de l'African Leadership Network (en) (ALN),.
Georgia Tech est également connu pour être une des principales universités pourvoyeuse d'astronautes. Ainsi, quatorze astronautes de la NASA y ont suivi leurs études, dont John Young, premier commandant de la navette spatiale américaine et plus récemment, Eric Boe membre de la mission STS-133, la dernière mission de la navette Discovery.
Certains diplômés de Georgia Tech ont également su s'imposer sur le plan politique, avec notamment le prix Nobel et ancien président des États-Unis Jimmy Carter, ainsi que le sénateur Sam Nunn, l'ancien maire d'Atlanta, Ivan Allen Jr. (en), Phil Gingrey (en), représentant au Congrès américain, ou Robert Golob, homme politique slovène.
Enfin, nombre d'anciens élèves de l'université ont apporté leur contribution à des domaines scientifiques variés, notamment :
- Kary Mullis, prix Nobel de chimie en 1993 ;
- Herbert Saffir, créateur de l'échelle de Saffir-Simpson pour la classification des ouragans ;
- Kim Cobb (1974-), climatologue américaine ;
- Daniel P. Sanders (en), mathématicien démonstrateur du théorème des quatre couleurs.

## Symboles et traditions

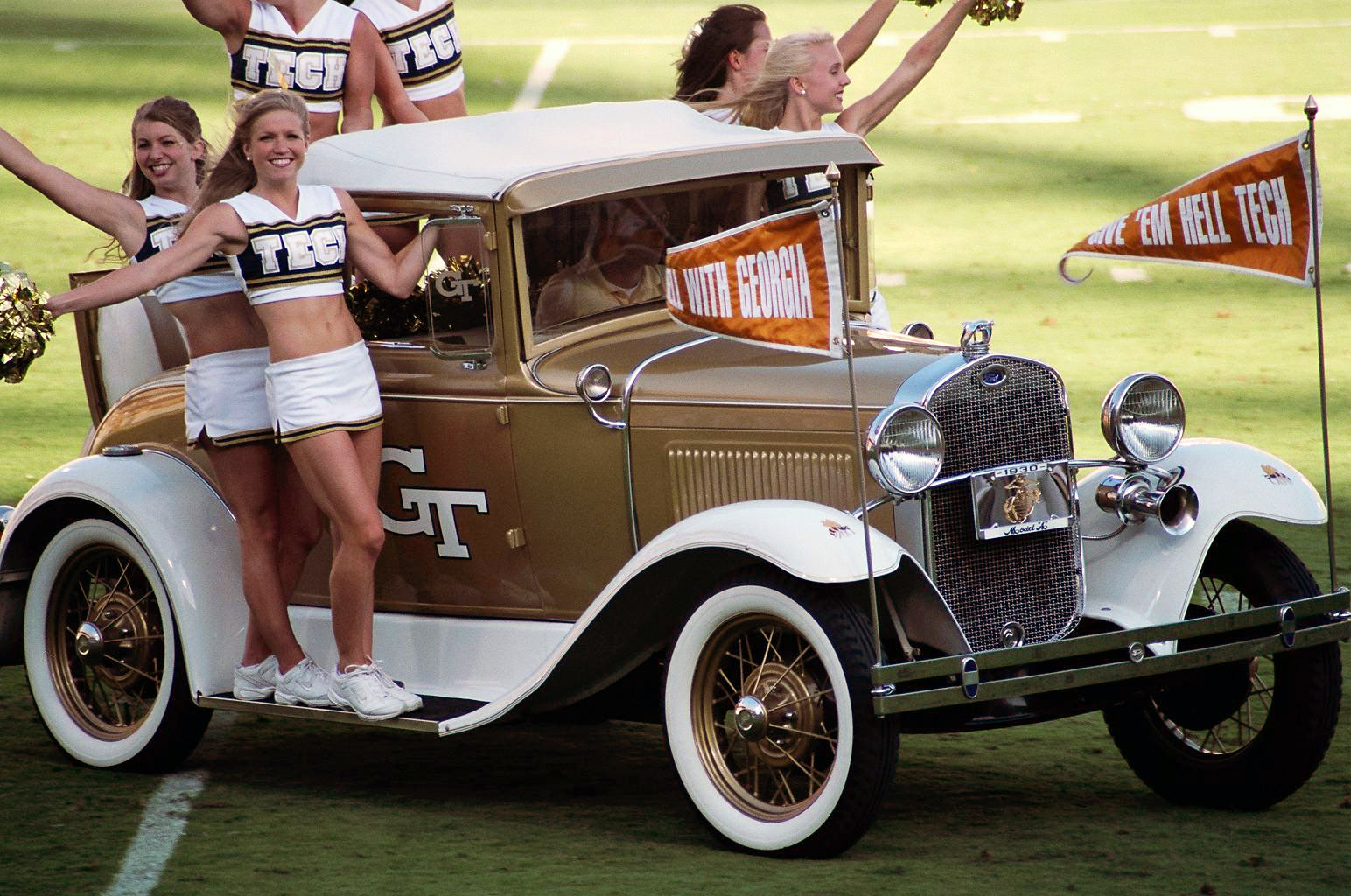
Le Ramblin' Wreck lors de la parade d'avant match.

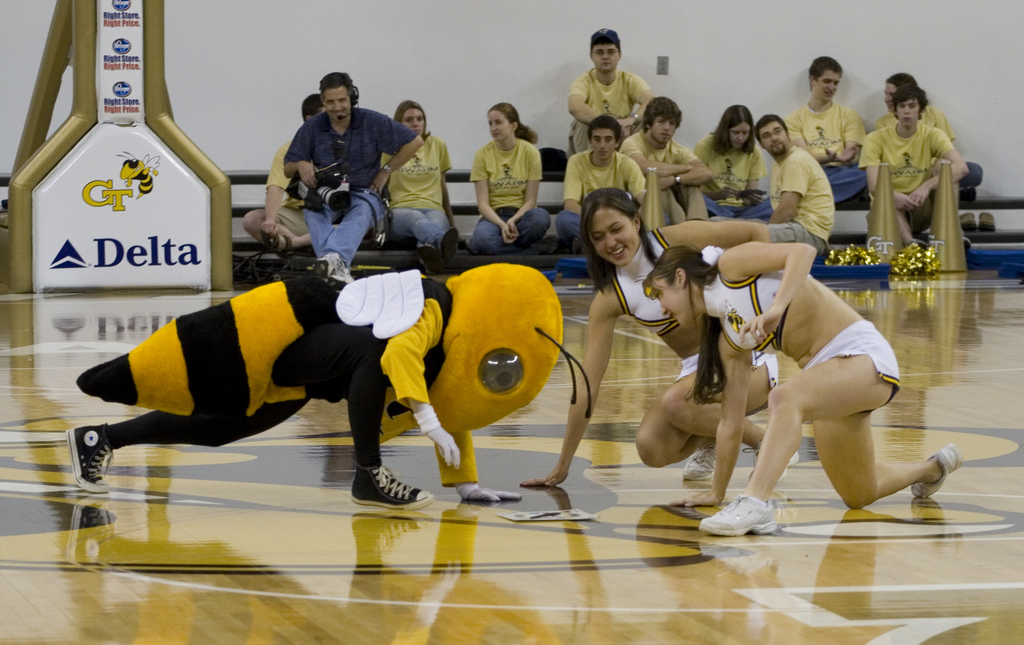
La mascotte Buzz en compagnie des cheerleaders.

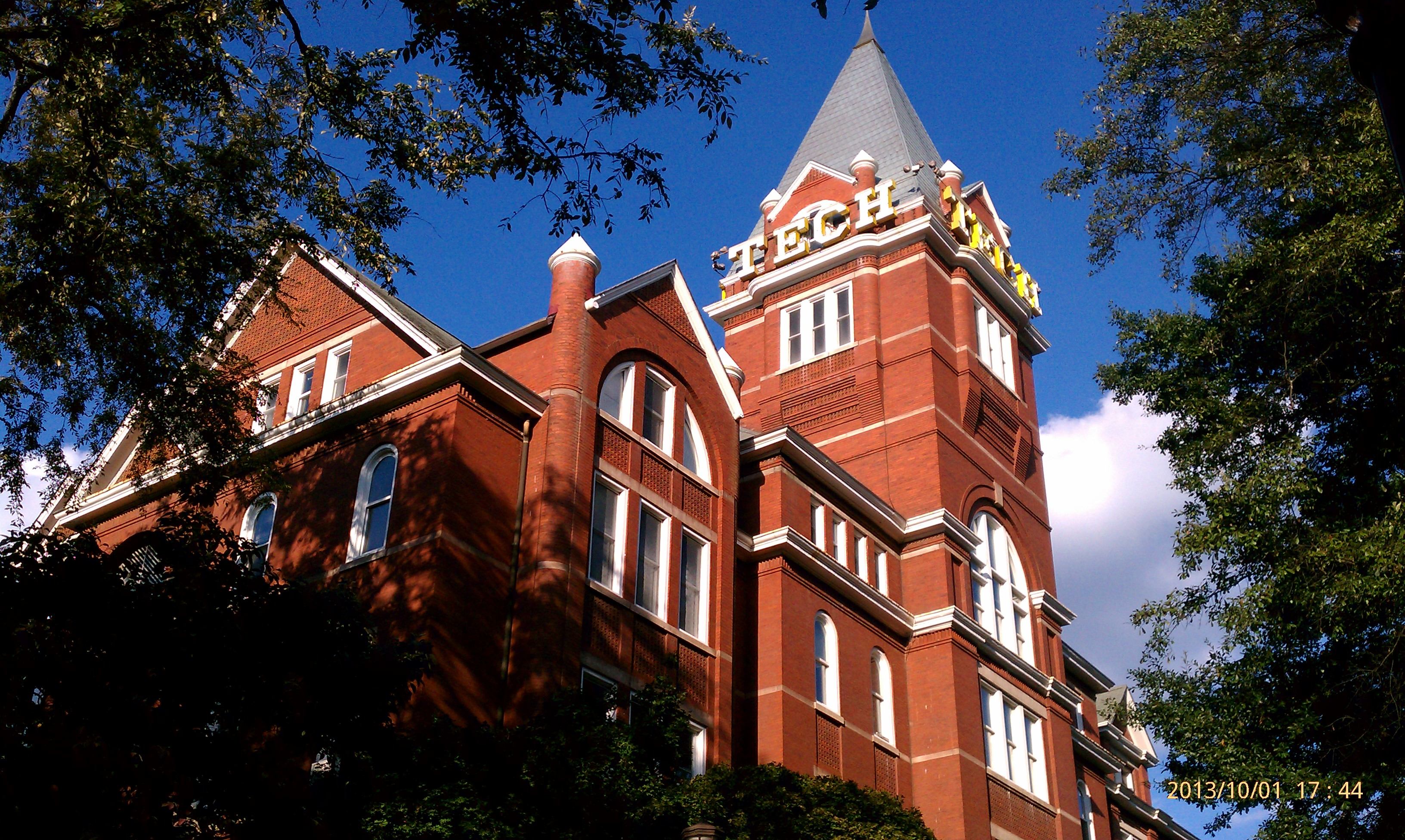
La Tech Tower, un des premiers bâtiments du campus.

Georgia Tech possède plusieurs symboles importants, acquis au cours de ses premières années d'existence ou plus récemment, telle la mascotte Buzz. Le plus important d'entre eux étant le Ramblin' Wreck, une voiture (Ford T de 1914 puis Ford A de 1930) de couleur dorée, entretenue par un club d'étudiants de l'université. Cette voiture ouvre traditionnellement les grands évènements, sportifs (matchs dans le Bobby Dodd Stadium) ou symboliques (Remise de diplôme dans le Hank McCamish Pavilion).
Le Ramblin' Wreck a également inspiré l'hymne de l'école, Ramblin' Wreck from Georgia Tech. Cet hymne est connu internationalement et a été chanté par Richard Nixon et Nikita Khrouchtchev lors de leur rencontre à Moscou en 1959. En 2014, il a d'ailleurs été élu meilleur hymne universitaire américain. Les couleurs historiques de l'université sont le Blanc et l'Or, comme rappelés sur le Ramblin' Wreck et dans l'hymne. La devise des étudiants est également extraite de ses paroles : « To hell with Georgia! ».
Les équipes sportives de Georgia Tech surnommés les "Yellow Jackets" (les "Guêpes"), ont comme symbole une mascotte, Buzz, représentant l'animal en question.
La cérémonie de remise des diplômes est appelée le « Commencement » et se déroule en plusieurs sessions, étalées sur plusieurs jours, dans le Hank McCamish Pavilion. Les étudiants obtenant leur diplôme disent traditionnellement qu'ils « Get out » (sortent, s'extirpent), en référence à la difficulté et l'exigence de leurs années d'études à GT.
La faible proportion d'étudiantes à Georgia Tech a, dès le milieu du XXe siècle, fait l'objet d'une certaine mystification. En effet, les étudiants parlent du ratio, comme étant un des problèmes insolubles à l'institut. Or, n'étant que de quelques pourcents à l'origine, la proportion de femmes intégrant Georgia Tech a considérablement augmenté pour atteindre 30 % en 2013.
La Tech Tower est également largement utilisée pour représenter Georgia Tech et le style architectural de ses premiers bâtiments. Une des traditions consiste à tenter de dérober la première lettre du mot « TECH » accroché au sommet de la tour. Une fois cet exploit accompli, les étudiants rapportent généralement le « T » devant le bâtiment pour permettre de la réinstaller. Le second symbole architectural emblématique de Georgia Tech est une fontaine appelée « Campanile Kessler » possédant en son centre une sculpture vrillée d'une quinzaine de mètres.
L'enchaînement des cours est rythmé par les sons du « steam whistle », un sifflet à vapeur industriel qui est activé cinq minutes avant chaque heure du jour. Bien qu'étant situé à l'arrière de la Tech Tower, sa portée sonore couvre l'ensemble du campus. Un sifflement retentit également lors des matchs de football américains à chaque fois que l'équipe de l'université accroît son score.
Depuis, 1927, un étudiant fictif est inscrit à Georgia Tech en tant que George P. Burdell. Ce personnage est décrit comme ayant suivi tous les cours et obtenu tous les diplômes offerts à l'université. Les étudiants lui attribuent également certains faits d'armes durant la Seconde Guerre mondiale. George P. Burdell a donné son nom à divers bâtiments sur le campus, mais a également acquis une notoriété nationale grâce aux canulars des étudiants, en étant notamment mentionné dans le Time Magazine et en apparaissant dans certaines œuvres majeures.